# Bellinzona Rockets
I GDT Bellinzona Snakes sono una squadra di hockey su ghiaccio della città di Bellinzona, nel Canton Ticino. Dal 2016 al 2023 ha disputato i campionati sotto la denominazione di Hockey Club Biasca Ticino Rockets nella città di Biasca.

## Rosa
Dati aggiornati al 07 marzo 2025.
| N. | Naz.                                         | Ruolo | Nome                  | Anno | Alt. | Peso | Tiro |
| -- | -------------------------------------------- | ----- | --------------------- | ---- | ---- | ---- | ---- |
| 1  | Svizzera (bandiera)                          | P     | Andrea Feuz           | 2006 | 190  | 85   | R    |
| 31 | Svizzera (bandiera)                          | P     | Yann Tanuss           | 2004 | -    | -    | -    |
| 35 | Italia (bandiera)                            | P     | Davide Fadani         | 2001 | 182  | 76   | L    |
|    |                                              |       |                       |      |      |      |      |
| 8  | Svizzera (bandiera)                          | D     | Aris Häfliger         | 2005 | 185  | 78   | -    |
| 9  | Svizzera (bandiera)                          | D     | Nadir Scilacci        | 2004 | 175  | 75   | -    |
| 17 | Svizzera (bandiera) · Italia (bandiera)      | D     | Federico Comploj      | 2004 | 175  | 78   | L    |
| 50 | Italia (bandiera)                            | D     | Olmo Pietro Albis     | 2004 | 176  | 78   | L    |
| 52 | Svizzera (bandiera) · Stati Uniti (bandiera) | D     | Bo Salerno            | 1997 | 184  | 85   | R    |
| 59 | Svizzera (bandiera) · Germania (bandiera)    | D     | Jan Wiezinski         | 1998 | 196  | 106  | L    |
|    |                                              |       |                       |      |      |      |      |
| 57 | Svizzera (bandiera)                          | A     | Kyle Demuth           | 2003 | -    | -    | L    |
| 66 | Svizzera (bandiera) · Slovacchia (bandiera)  | A     | Tarik Michálik        | 2006 | 191  | 92   | L    |
| 71 | Svizzera (bandiera)                          | A     | Patrick Incir         | 1994 | 175  | 78   | R    |
| 74 | Spagna (bandiera) · Svizzera (bandiera)      | A     | Dorian Donath Sanchez | 1999 | 178  | 80   | L    |
| 77 | Svizzera (bandiera)                          | A     | Ian Marchetti         | 2005 | 190  | 90   | L    |
| 79 | Svizzera (bandiera)                          | A     | Aris Conceprio        | 2004 | 181  | 78   | R    |

Legenda: P=Portiere; D=Difensore; A=Attaccante

### Staff tecnico
Dati aggiornati al 07 marzo 2025.'
| Head Coach:        | Nicola Pini        |
| Assistant Coach:   | Elias Bianchi      |
| Assistant Coach:   | Diego Scandella    |
| Goaltending Coach: | Daniel Hüni        |
| Team Manager:      | Giuseppe Canta     |
| Team Manager:      | Marco Cetti        |
| Athletic Trainer:  | Gregory Cantamessi |
| Massage Therapist: | Andrea Baserga     |
| Skills Coach:      | Mikhail Flyagin    |